# Nordenfjells
Le Nordenfjells (en français : « au nord des montagnes », c'est-à-dire au nord de la chaîne du Dovrefjell) est l'une des trois anciennes divisions de la Norvège, avec le Sønnenfjells et le Nordland, en vigueur depuis le Moyen Âge jusqu'au XVIIIe siècle.
Il comprenait les diocèses de Bergen et de Trondheim.